# Kallithéa (ort i Grekland, Joniska öarna, Lefkas)
Kallithéa (Kallithea) är en ort i Grekland.   Den ligger i prefekturen Lefkas och regionen Joniska öarna, i den centrala delen av landet, 270 km väster om huvudstaden Aten. Kallithéa ligger 9 meter över havet och antalet invånare är 428. Den ligger på ön Lefkas.
Terrängen runt Kallithéa är huvudsakligen kuperad, men österut är den platt. Havet är nära Kallithéa österut.  Närmaste större samhälle är Lefkáda, 14,0 km norr om Kallithéa. 